# Огинские
Огинские — западнорусский дворянский и княжеский род.
Ведёт родословную от князя Дмитрия Ивановича Глушонка († 1510). В третьем поколении род Огинских разделился на две линии: младшую (дворянскую), вскоре захудавшую, и старшую (княжескую).
Высочайше утверждённым (3 апреля) 1868), мнением Государственного Совета, признаны в княжеском достоинстве с внесением в V часть Родословной книги: гофмейстер Высочайшего Двора, тайный советник Клеофас-Ирений из Козельска Огинский с сыновьями: Богданом-Михаилом-Францем и Михаилом-Николаем-Северином-Марком.

## Происхождение фамилии
Традиционно Огинские считались потомками князя Михаила Всеволодовича Черниговского (умер в 1246), праправнук которого, князь Тит-Юрий Фёдорович Козельский (XV колено от Рюрика), имел двух сыновей: князя Григория Титовича (Юрьевича), по прозвищу Огонь, ставшего родоначальником Огинских, и князя Владимира Титовича (Юрьевича), по прозвищу Пузырь, ставшего родоначальником Пузына.
Князь П. В. Долгоруков, автор «Российской родословной книги» принимает родоначальником фамилии князя Григория Титовича или Юрьевича, с прозвищем Огонь, так как его отцу он придаёт два имени: Тит и Юрий. Этот последний князь Тит-Юрий Фёдорович поставлен у него родным внуком князя Тита Мстиславича Карачевского, и таким образом, родоначальником фамилии Огинских, связывая его непрерывной цепью с князем Михаилом Всеволодовичем Черниговским. Но если князь Тит Мстиславович действительно известен не только по родословным, но и из летописей, то имена его сына, князя Фёдора Титовича, и внука, князя Тита-Юрия Фёдоровича, отсутствуют даже в древних родословцах. Не исключено, что автор «Российской родословной книги» заимствовал название князей из М. Г. Спиридова. В дальнейшем своём изложении ближайших к родоначальникам колен, автор следует совершенно выводам польского писателя, иезуита ксендза Андрея Пежарского, приведённым в книге «Annibal ad Portas».

С критикой указанного происхождения Огинских выступил Г. А. Власьев, в своей книге «Потомство Рюрика» даёт следующее пояснение о происхождении княжеского рода Огинских и его родственной связи с домом Рюрика: 
«Род Огинских происходит от древних князей и с 1547 года именовался во всех польских королевских рескриптах, сеймовых постановлениях и судебных актах, княжеским титулом. Родословная князей Огинских помещается здесь (имеется в виду книга «Потомство Рюрика») только потому, что до сих пор этот род считается происходящим от Рюрика, как отрасль князей Козельских-Черниговских».
Представители рода князей Огинских, подавая в конце XVIII века доказательства дворянского своего происхождения, — основывались на данных книги «Annibal ad Portas» А. Пежарского, выводят своих родоначальников от святого Владимира и перечисляют таких потомков последнего, каких никогда не существовало, приписывая некоторым из них деяния, обличающие и полное невежество и удивительную бесцеремонность автора.
Известно, что в 1408 году князь Юрий Козельский был воеводой в Ржеве и в Летописях упоминается как строитель этого города, но относятся ли эти единственные указания Летописей к рассматриваемому князю Титу-Юрию Фёдоровичу, утверждать трудно, и ещё более затруднительно согласиться с князем П. В. Долгоруковым, утверждающим вместе с польскими писателями, что у него было два сына: Владимир, из-за горячности своего характера, названный Огнём, от которого будто бы потомки стали поэтому называться Огинскими, и Григорий, из-за своей тучности названный Пузырём и поэтому передавший своему потомству фамилию Пузына.
Всё это не только сомнительно, но и положительно невозможно, как видно будет при изложении родов князей Огинских и Пузыны, по документам, имеющих иного родоначальника, быть может даже и не происходящего от Рюрика».
По исследованиям С. Л. Пташицкого следует, что «…во второй половине XV века существовал князь Василий Глазыня имевший двух сыновей — князя Олехно Васильевича и князя Ивана Васильевича, бежавшего в Москву и оставившего в Литве пять сыновей: князей Дмитрия, Ивана, Льва, Михаила и Андрея. Эти последние, в официальных документах, называются детьми князя Ивана — Глазынина брата, без упоминания прозвищ их или фамилий…». Далее С. Л. Пташицкий, на основании документов, ведёт род Пузыны от второго сына князя Ивана Васильевича Глазыни князя Ивана Ивановича Пузына, получившего от короля Сигизмунда двор Носово в Мельницком повете, а про брата последнего — князя Дмитрия Ивановича, говорит, что от него пошёл род князей Огинских.
Г. А. Власьев пишет: «Из сочинения Адама Бонецкого „Poczet Rodow w Wielkim K. Litewskiem“ мы узнаём, что в конце XV века существовали два брата Глушенки — князь Дмитрий Иванович, получивший от короля Александра двор Вогинта, Жижморского уезда, и князь Иван Иванович, получивший (1496) деревню в Мельницком повете… внук князя Дмитрия Ивановича — князь Фёдор Богданович, имеет фамилию Огинского».
Сравнивая имена лиц «…надо признать, что в обоих случаях дело идет об одних и тех же братьях — князьях Дмитрии и Иване Ивановичах, родоначальниках Огинских и Пузыны, с различием только в прозвищах, согласить которые безусловно не представляется возможным».
Известный краевед Чеслав Янковский написал в своей книге о происхождении рода Огинских следующим образом: 
«…в 1510 году умер князь Дмитрий Иванович Глушонок (сын прародителя рода Пузына), получивший от Александра Ягеллончика привилей на владение Огинтами в Жижморском повете, став прародителем князей Огинских. Осели затем Огинцы в разных районах Литвы основав несколько ветвей рода; в Новогрудском воеводстве, где впоследствии в Слониме проживал знаменитый гетман Огинский, создатель канала, носящего его имя, в Витебском, в Трокском (Стравенники); некоторое время Огинцы были владельцами Ивья в Ошмянском повете. Некоторые из этих ветвей угасли по прошествии веков, другие процветают и по сей день».

## Описание герба
по Долгорукову
Щит разделён горизонтально на две половины. В верхней половине в красном поле Св. Георгий Победоносец на белом коне, поражающий копьем чёрного дракона. В нижней половине в голубом поле красный шатёр и над ним серебряный крест (герб Брама или Огинец). Герб покрыт княжеской мантией и российской княжеской шапкой.

## Известные представители
- Огинский, Григорий Антоний  — великий гетман Литовский.
- Огинский, Игнаций  — государственный деятель и дипломат Речи Посполитой и Великого княжества литовского, великий маршалок литовский, регент великого князя ВКЛ.
- Огинский, Михаил Казимир — государственный деятель.
- Огинский, Михаил Клеофас — политический деятель, композитор.
- Огинский, Тадеуш Франтишек — государственный деятель Речи Посполитой.
- Огинская, Эльжбета Магдалена — покровительница наук и филантропка.